# 83657 Albertosordi
83657 Albertosordi este o planetă minoră (asteroid) din centura de asteroizi. A fost descoperită pe 12 octombrie 2001 la Colleverde⁠(d) de Vincenzo Silvano Casulli⁠(d) și a fost numită după Alberto Sordi. 
Obiectul prezintă o orbită caracterizată de o semiaxă mare de 2,9492538993766 UAi, o excentricitate de 0,18, o înclinație de 14,2 ° în raport cu ecliptica.